# Lasioglossum parvum
Lasioglossum parvum là một loài Hymenoptera trong họ Halictidae. Loài này được Cresson mô tả khoa học năm 1865.

## Hình ảnh

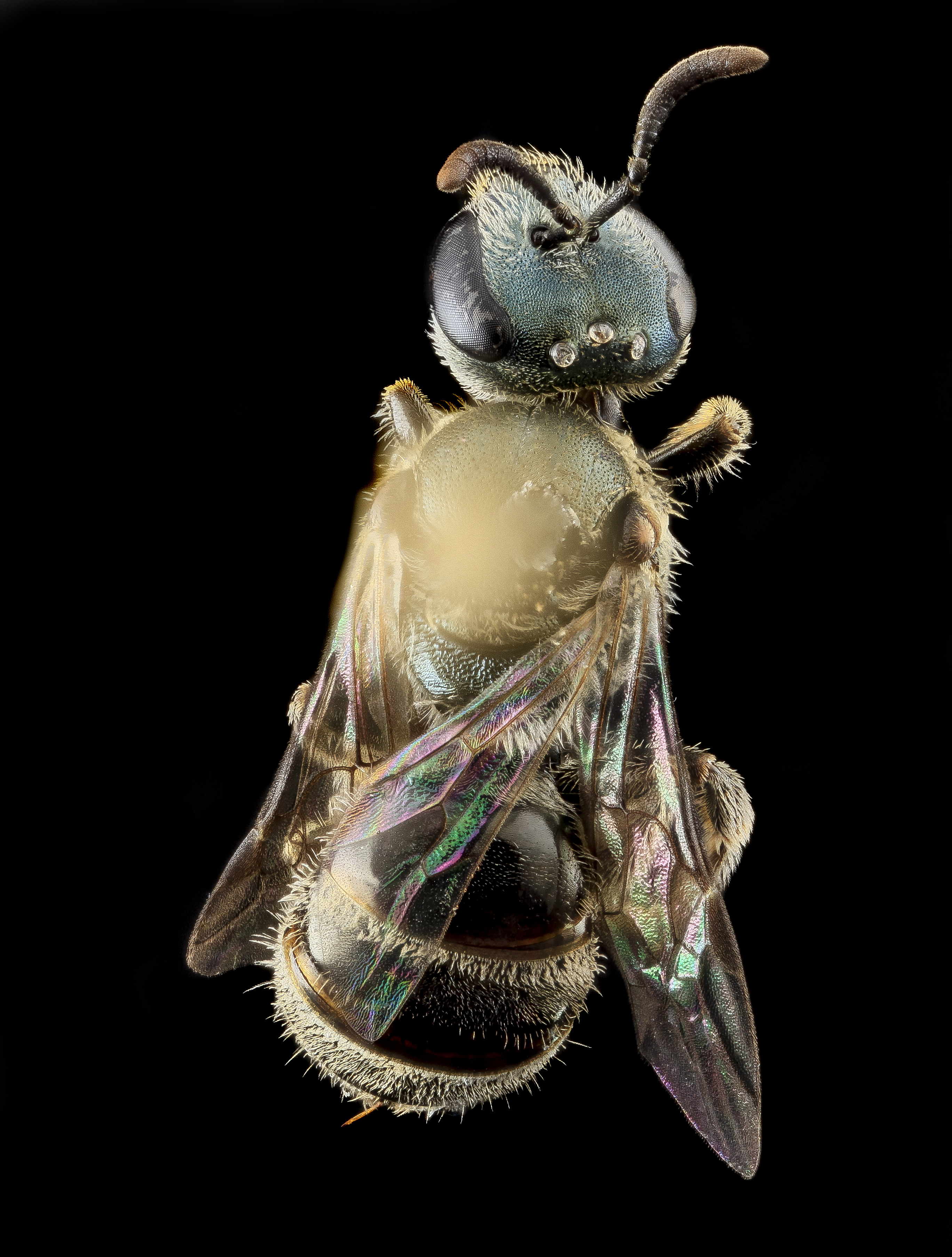
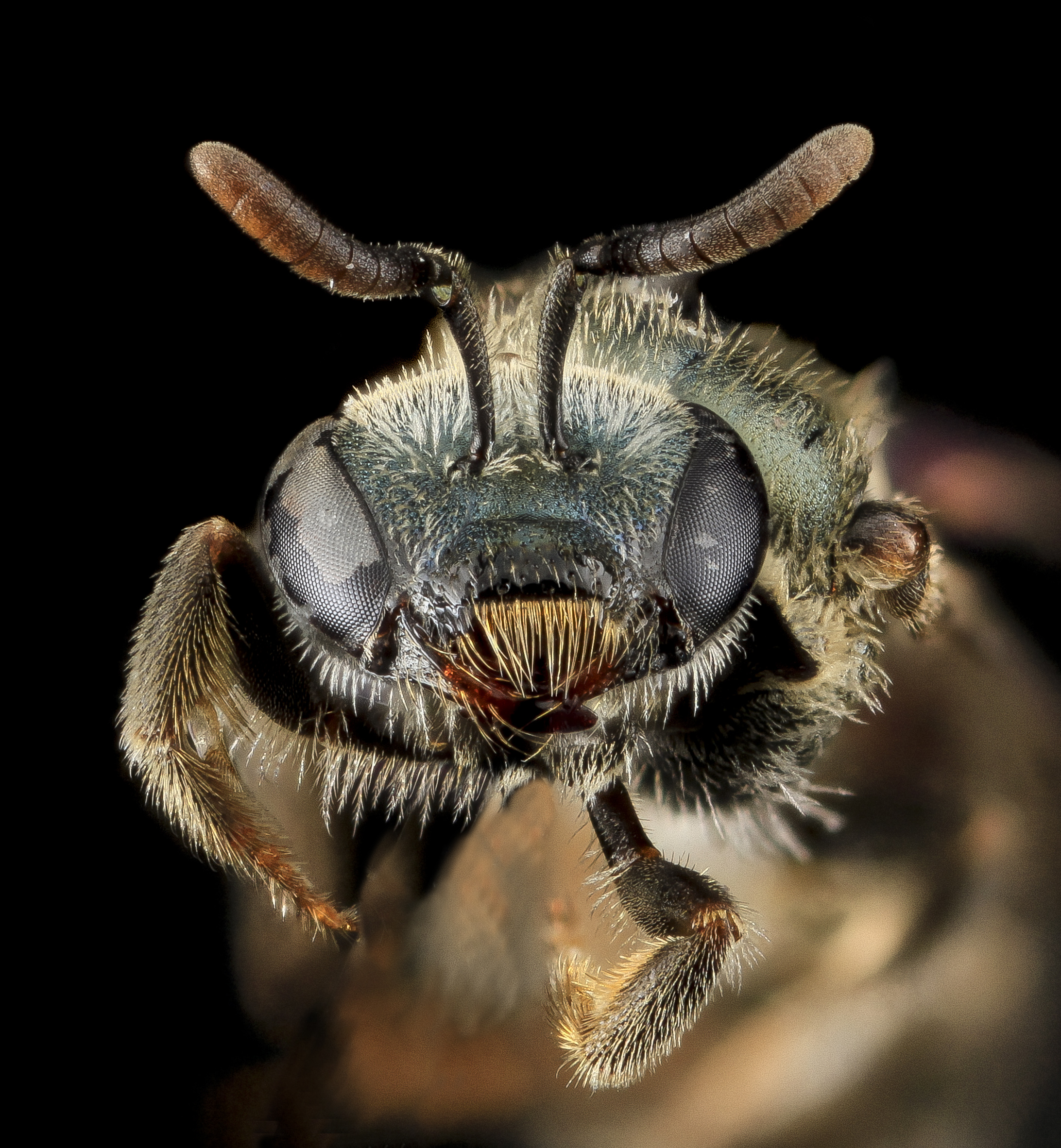